# Porsche 914
Der Porsche 914 ist ein Sportwagen mit längs eingebautem Mittelmotor (luftgekühlter Boxermotor) und Hinterradantrieb. Das aus einer Kooperation von Volkswagen und Porsche stammende Coupé wurde von Herbst 1969 bis Anfang 1976 in knapp 120.000 Exemplaren gebaut.
Die meisten 914 (115.631 Exemplare) stellte Karmann in Osnabrück als VW-Porsche (914/4) her. Sie hatten einen Vierzylinder-Boxermotor des VW Typ 4. Der Porsche 914/6 mit dem 110 PS (81 kW) starken 2,0-Liter-Sechszylinder-Boxermotor des Porsche 911 T wurde bei Porsche in Stuttgart montiert. Hiervon wurden 3353 Fahrzeuge gefertigt. Darüber hinaus wurden in geringem Umfang einige besonders sportliche Sondermodelle produziert.

## Entwicklungsgeschichte
In der zweiten Hälfte der 1960er-Jahre suchte VW nach einem sportlichen Modell als Nachfolger des auf dem VW Typ 3 basierenden Karmann Ghia (Typ 34). Porsche hatte kein preiswertes Einstiegsmodell, seit 1965 der 356 eingestellt worden war und der 912 – ein 911 mit dem 90 PS (66 kW) starken Vierzylindermotor des 356 C – sich gegenüber den Sportwagen der Konkurrenz nicht hatte behaupten können.
Ferry Porsche und der mit der Familie Porsche eng verbundene VW-Chef Heinrich Nordhoff (dessen Tochter Elisabeth mit Ferrys Neffen Ernst Piëch verheiratet war) vereinbarten per Handschlag, dass Porsche sich mit seinem Sportwagen-Know-how an der Entwicklung eines gemeinsamen Modells beteiligte, das getrennt als VW-Variante und als Porsche-Fahrzeug vertrieben werden sollte. VW würde über einen hohen Absatz für geringe Fertigungskosten sorgen; Porsche sollte über die damit erreichbaren geringen Stückkosten für die Entwicklungsarbeit entlohnt werden. Die Karosserien sollte Karmann fertigen.
Es sah also nach einem perfekten Win-Win-Geschäft aus. Als am 1. März 1968 der erste 914-Prototyp vorgestellt wurde, war Nordhoff schwer erkrankt. Er starb am 12. April 1968. Sein Nachfolger bei VW, Kurt Lotz, war nicht mit der Porsche-Dynastie verbandelt und soll die mündliche Vereinbarung zwischen Nordhoff und Ferry Porsche nicht anerkannt haben. Er soll der Ansicht gewesen sein, VW habe alle Rechte an der Karosserie, weshalb Porsche sie allenfalls gegen Beteiligung an den Werkzeugkosten erhalten würde. Das Preis- und Vermarktungskonzept des 914 war damit bereits vor Beginn der Serienproduktion gescheitert.
Als Kompromiss gründeten VW und Porsche Anfang 1969 für Marketing und Vertrieb des 914 die „VW-Porsche Vertriebsgesellschaft mbH“ (kurz VG), die bald vom Stuttgarter Porsche-Gelände ins nahegelegene Ludwigsburg umzog. Dies ist der Grund, wieso Werksfahrzeuge des 914/4 auf Fotos zumeist mit dem Kennzeichen „LB“ zu sehen sind.

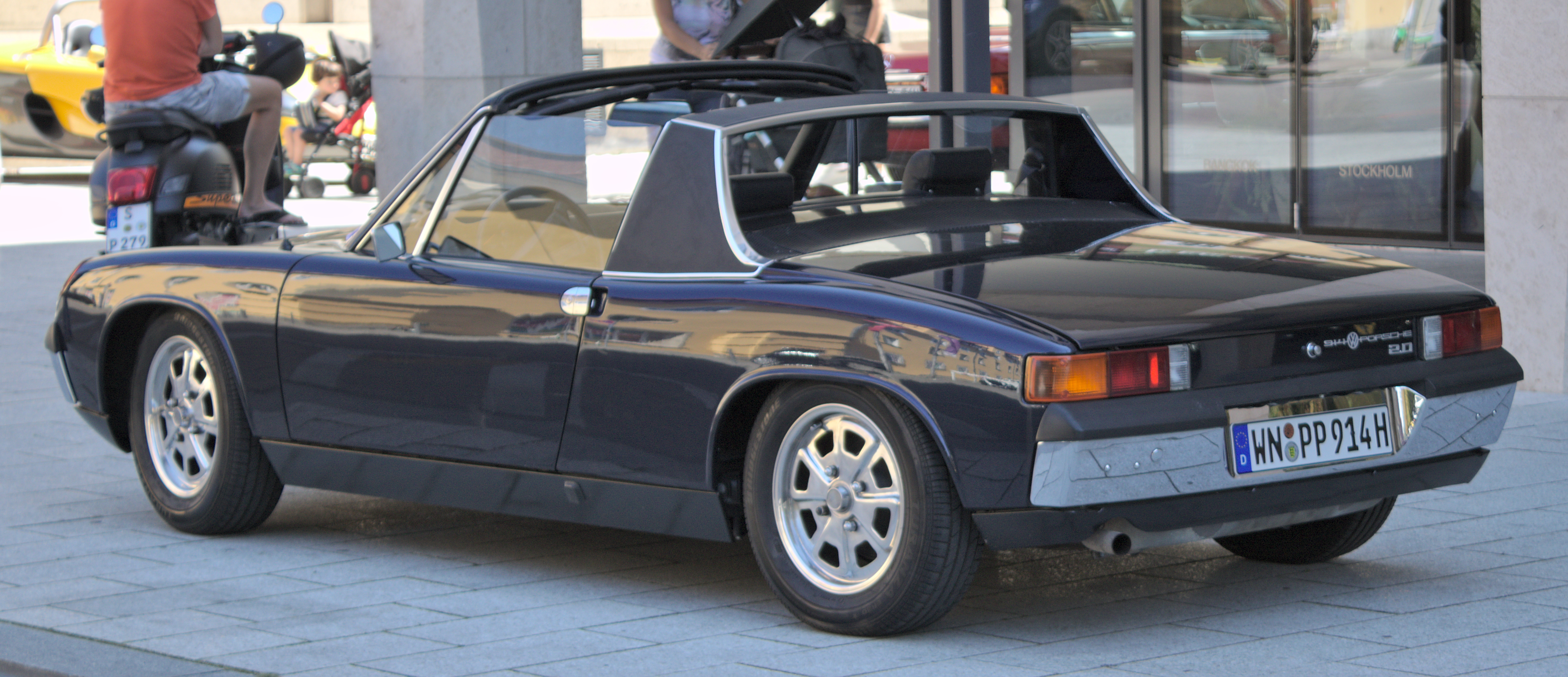
Heckansicht
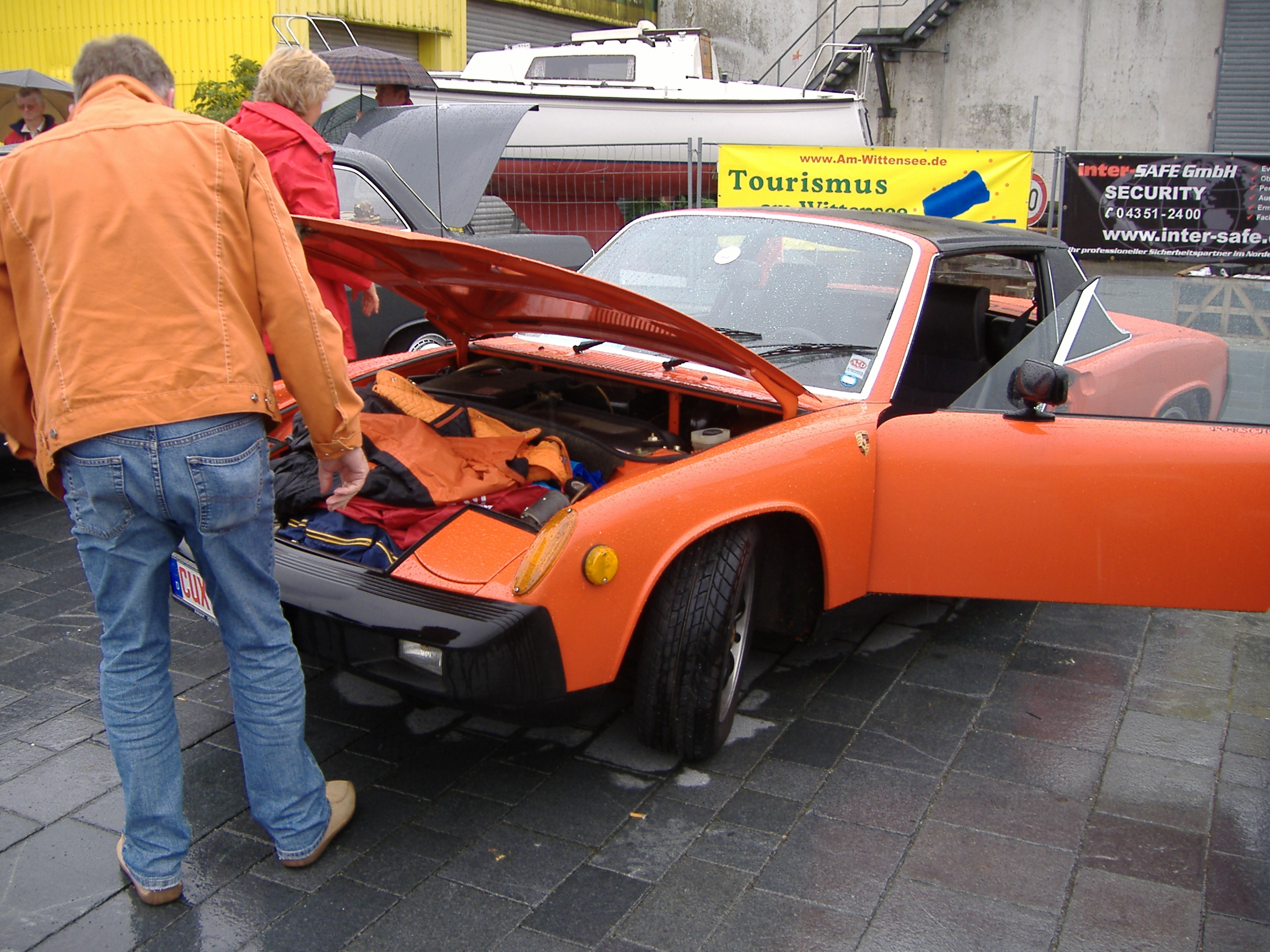
Blick in den Kofferraum
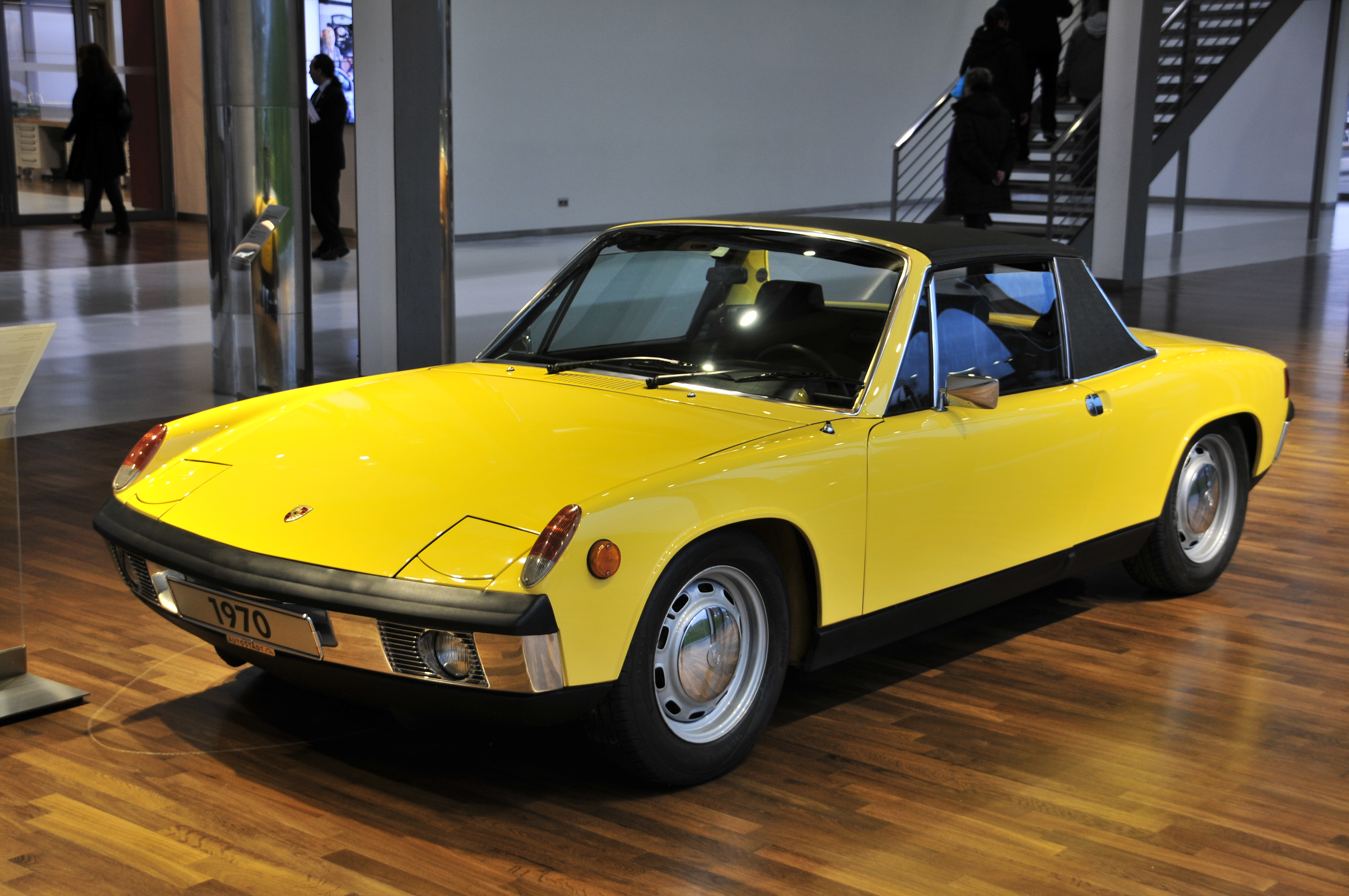
Porsche 914/6 (1969–1972)
Blick von hinten
Porsche 914 Interieur (nicht serienmäßiges Momo-Lenkrad)
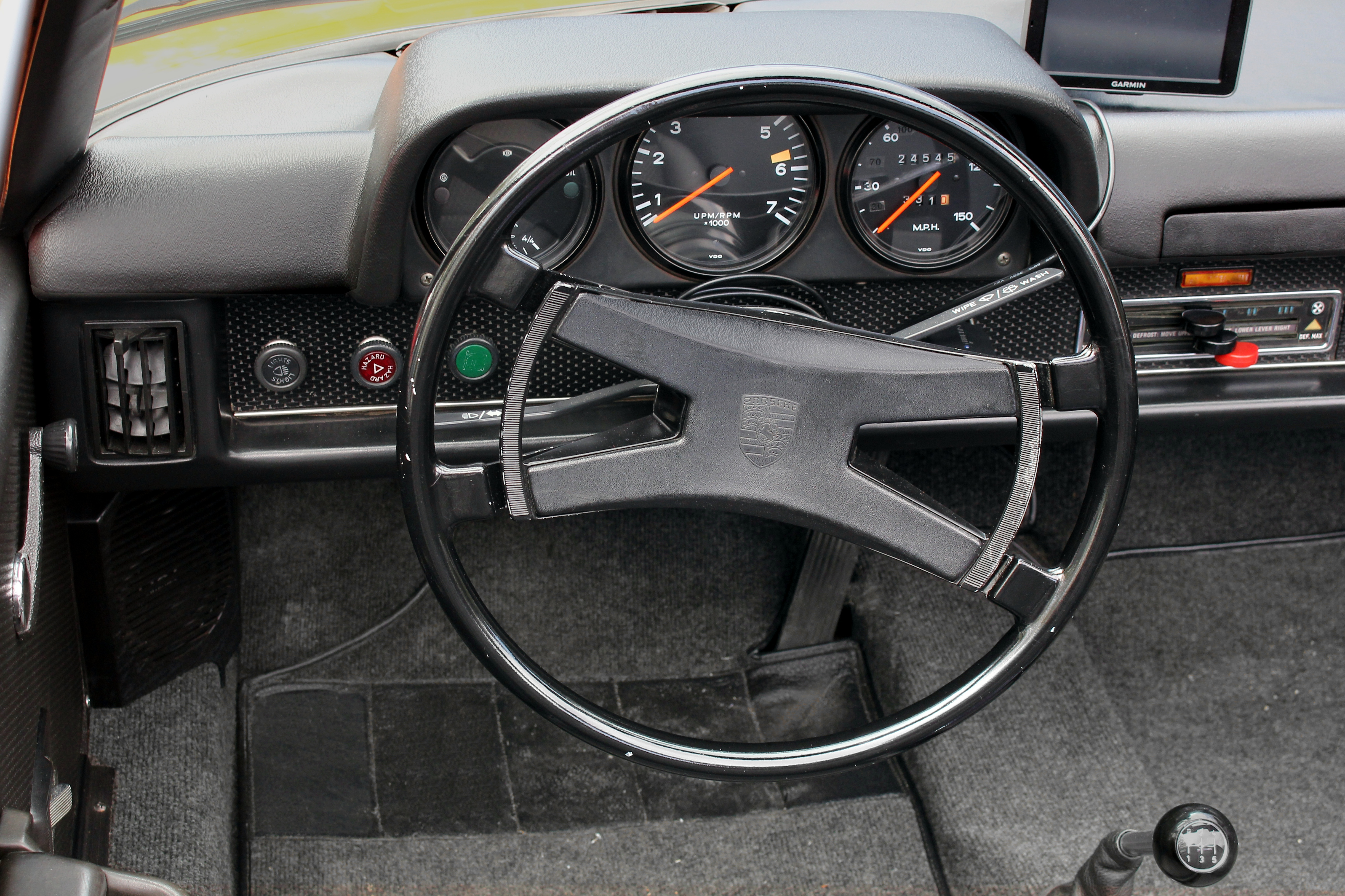
Lenkrad und Armaturenbrett

## Technische Beschreibung
Der Porsche 914 ist aus einer Rahmen-Boden-Anlage mit aufgeschweißter Karosserie und integriertem Sicherheitsbügel aufgebaut, die neben dem Mittelmotor zwei Sitze aufnimmt. Die Dachschale des Targadachs besteht aus Kunststoff, lässt sich leicht abnehmen und unter dem Deckel des Kofferraums im Heck verstauen. Die Feststellbremse ist links vom Fahrersitz angeordnet; zwischen den Sitzen gibt es eine schmale Notsitzfläche, die den Wagen offiziell zum Dreisitzer macht. Das Porsche-Fahrwerk besteht vorn aus Querlenkern mit längsliegenden Torsionsstäben und Dämpferbeinen. Die über Doppelgelenkwellen angetriebenen Hinterräder werden von Schräglenkern geführt, sind schraubengefedert und mit konzentrisch angeordnetem Teleskopstoßdämpfer und einer zusätzlichen Vulkollan-Hohlfeder versehen. Dank günstiger Masseverteilung konnte auf Querstabilisatoren verzichtet werden. Zahnstangenlenkung von ZF mit dreiteiliger Lenksäule und Scheibenbremsen an allen Rädern sind weitere Merkmale des Fahrwerks. Die Mittelmotoren sind um 180° gedreht eingebaute ehemalige Heckmotoren in Boxer-Bauweise mit Grauguss-Zylindern, Leichtmetallköpfen und Luftkühlung. Anfangs waren es der 1,7-Liter-Vierzylinder im 914/4 aus dem VW 411 und der 2,0-Liter-6-Zylinder-Motor im 914/6 aus dem Porsche 911 T. Neben einem 5-Gang-Schaltgetriebe war im 914/6 auch ein halbautomatisches, vierstufiges Sportomatic-Getriebe erhältlich.

## Modellpflege

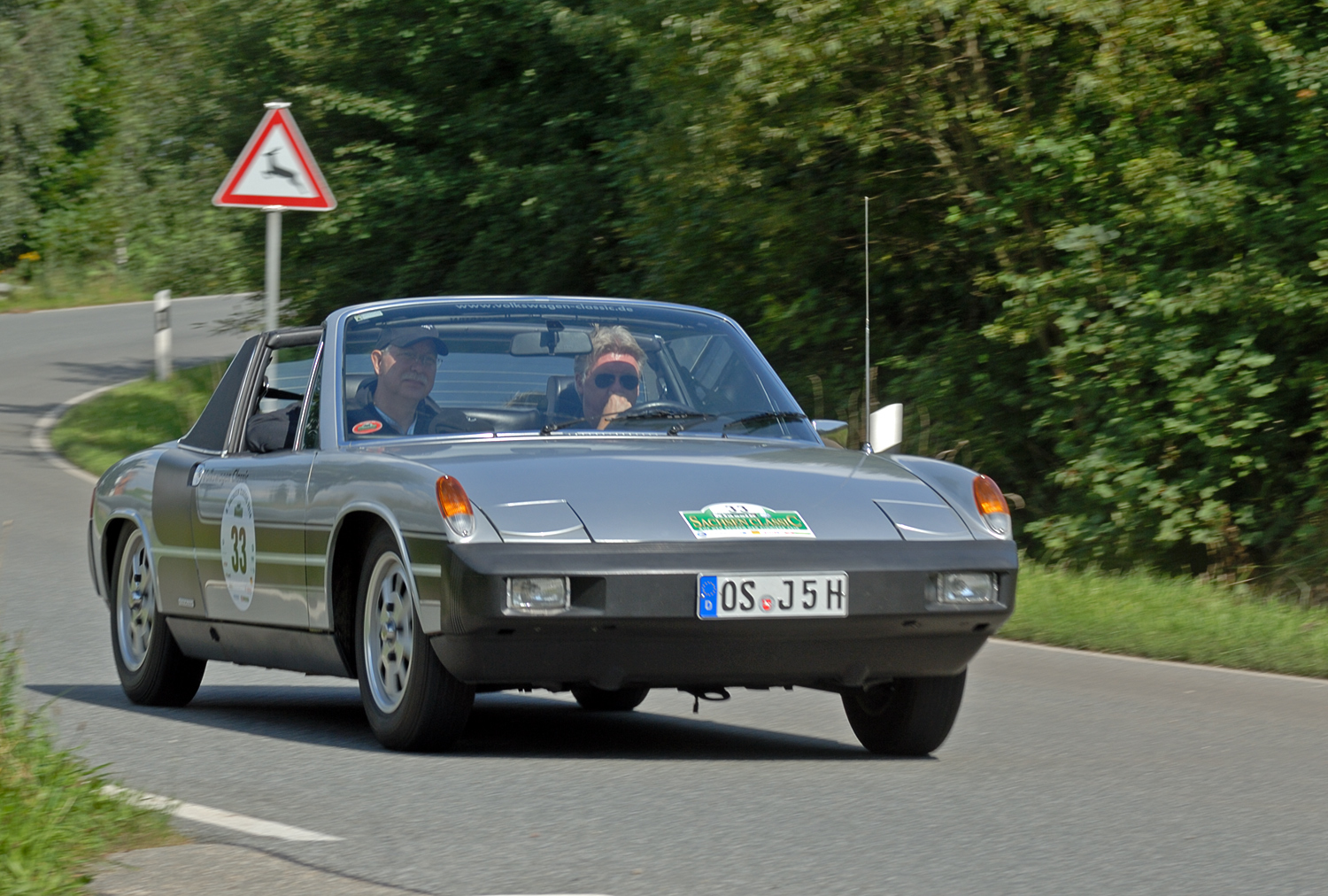
Porsche 914/4 von 1975

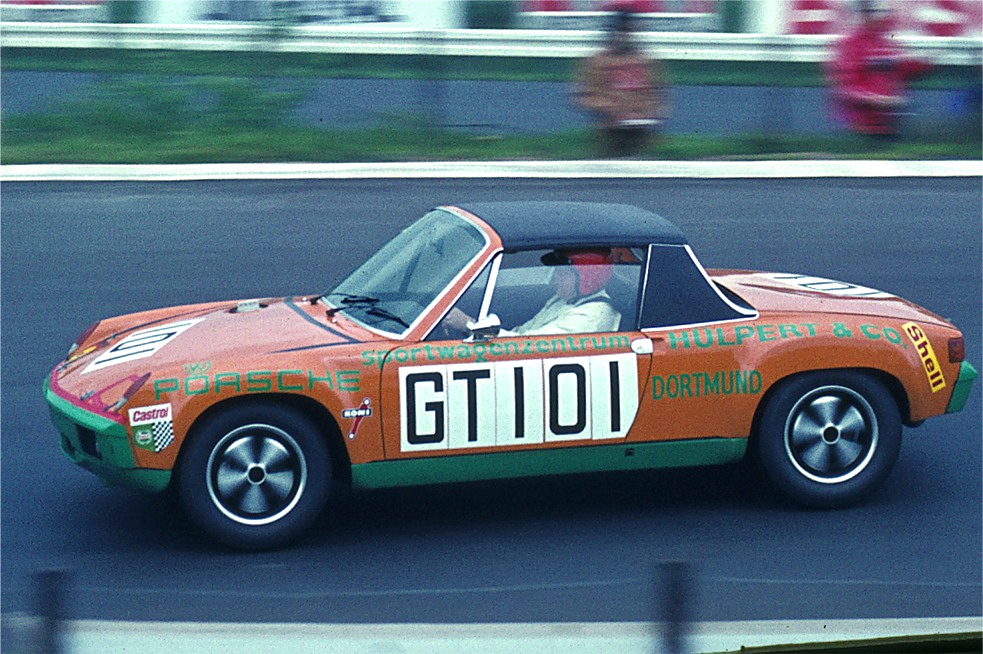
Porsche 914-6 beim 1000-km-Rennen auf dem Nürburgring, 1970

Von Herbst 1969 bis Sommer 1972 wurde der 914/4 mit dem 59 kW (80 PS) starken 1,7-Liter-Einspritzmotor (D-Jetronic) des VW 411 E angeboten, der den 940 kg schweren Wagen auf 177 km/h beschleunigte. 1970 kostete der Wagen ohne Sonderausstattung 12.250 DM. Der 914/6 mit dem 81 kW (110 PS) starken Sechszylinder-Boxermotor des Porsche 911 T und einer Höchstgeschwindigkeit von 201 km/h kostete 19.980 DM.
Da das vergleichbare Targa-Modell des Porsche 911 T mit mehr Leistung 125 PS (92 kW) nur etwa 16 Prozent mehr kostete (23.199 DM), entschieden sich im ersten Modelljahr nur 2657 Käufer für den 914/6; in den Folgejahren brachen mit 432 (1971) bzw. 229 (1972) Exemplaren die Verkaufszahlen völlig ein und der 914/6 wurde ab Mitte 1972 (Modelljahr 1973) nicht weiter angeboten.
Für den 914/6 konnten als Zusatzausstattung Kotflügelverbreiterungen aus Stahl (M471) bestellt werden, die dem Wagen das Aussehen des sog. 914/6 GT gaben. Ein anderes Extra war das „Sportomatic“ genannte halbautomatische Vierganggetriebe aus dem Porsche 911, für das sich wenige Käufer entschieden. Es war ein von Porsche in Zusammenarbeit mit Fichtel & Sachs entwickeltes halbautomatisches Getriebe, bei dem der Fahrer zwar den Gang wählt, die Kupplung aber automatisch betätigt wird. Bewegt er den Schalthebel, wird die Kupplung über einen Mikroschalter elektrisch ausgerückt und durch im Motor erzeugten Unterdruck offen gehalten. Lässt er den Schalthebel los, wird automatisch eingekuppelt. Auskuppeln zum Anhalten ist nicht nötig; dazu hat die Sportomatic einen hydraulischen Drehmomentwandler. – Porsche bot die Sportomatic ab August 1967 im Typ 911 an; gebaut wurde sie bis 1981. Die erste Ausführung hatte vier, die spätere drei Fahrstufen.
Zum Modelljahr 1973 wurden einige Schwachstellen des 914 beseitigt: Unter anderem wurde die als sehr hakelig kritisierte Schaltung verbessert und der starre Beifahrersitz durch einen verstellbaren ersetzt. Der 914/6 wurde eingestellt und im Gegenzug ergänzte VW sein Programm durch den auf ebenfalls 2,0 Liter Hubraum vergrößerten Vierzylinder, der mit D-Jetronic jetzt 100 PS (74 kW) leistete. Er erreichte annähernd die Fahrleistungen des 10 PS (7 kW) stärkeren, aber rund 40 kg schwereren Wagens mit Sechszylindermotor.
Mit dem Wegfall des 914/6 hieß der Vierzylinder einfach 914 1.7 bzw. 914 2.0.
Zum Modelljahr 1974 bekam das Modell im August 1973 einen auf 1,8 Liter vergrößerten Motor. In Europa leistete er mit zwei Solex-Vergasern 85 PS (63 kW), in den USA mit Katalysator und L-Jetronic nur 76 PS (56 kW). Zuvor waren wegen neuer Abgasvorschriften einige Exportversionen des 914 1,7 auf nur noch 72 PS (53 kW) gedrosselt worden. Mit der Einführung des 1,8-Liter-Motors wurde die Modellpflege des Motorlieferanten VW übernommen. Für dessen Modell VW 412 S wurde der 1,8-Liter-Motor ursprünglich entwickelt und ersetzte dort ebenfalls die 1,7-Liter-Maschine.
Zum Modelljahr 1975 wurden die bisherigen Stoßfänger aus Pressstahl durch gummiummantelte Sicherheitsstoßfänger ersetzt. Bei den US-Versionen saßen sie an Dämpferelementen an der Karosserie und konnten einen Aufprall von bis zu 8 km/h aufnehmen. Die Dämpferelemente wurden dabei reversibel verformt. Für andere Länder waren die Stoßfänger direkt an der Karosserie angebracht. Die US-Versionen erhielten für die Bundesstaaten Kalifornien und Maryland zusätzlich bereits im Modelljahr 1974 eingeführte Pufferhörner. Der 914 hatte nun eckige Zusatzscheinwerfer.

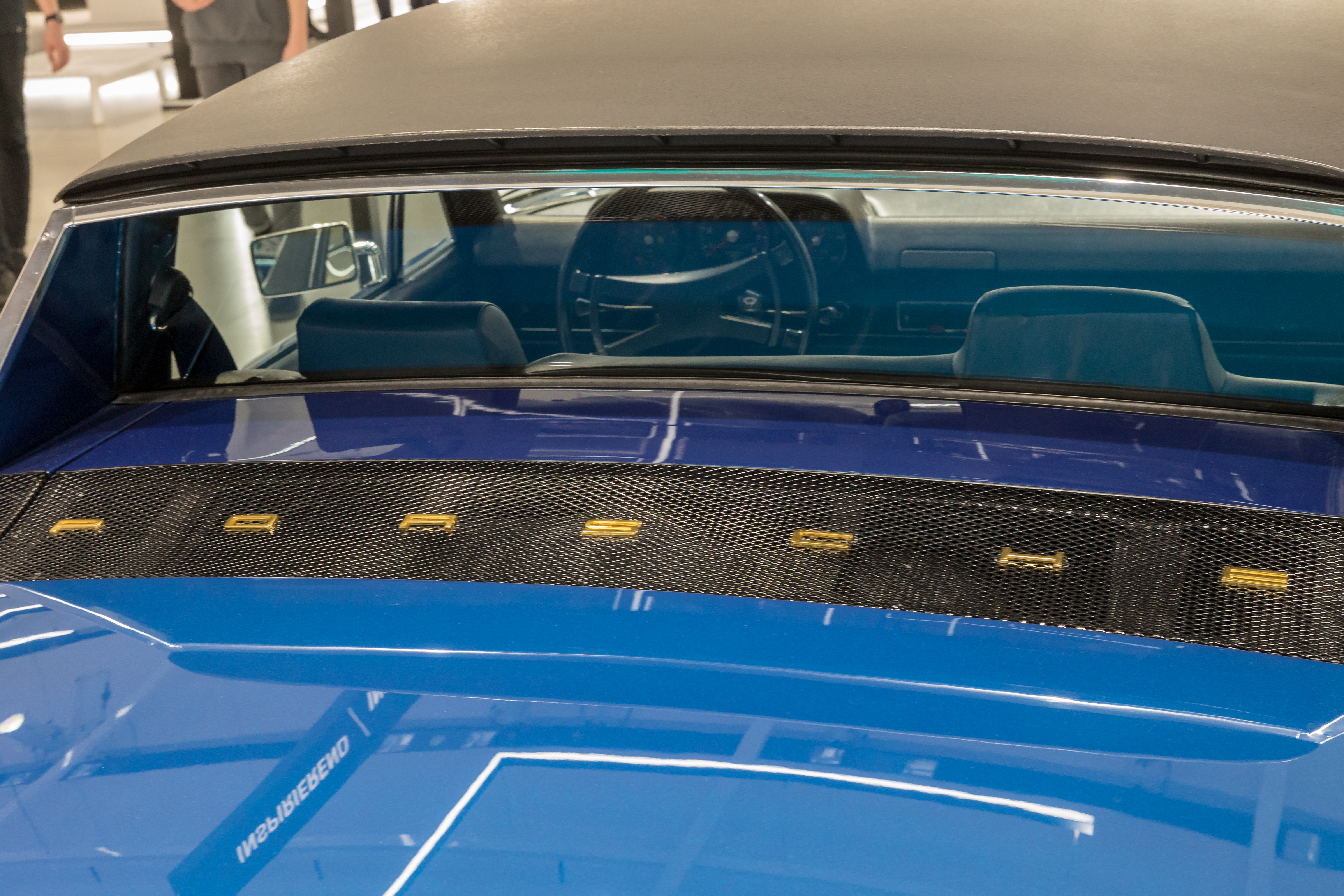
Porsche-Schriftzug eines 914/6 (des Porsche Museums)

Im Modelljahr 1976 wurden nur noch 4075 Exemplare produziert, die alle für den US-Markt bestimmt waren.
Die US-Modelle hatten – je nach Baujahr und Bundesstaat – Katalysatoren, Warnsysteme für das Anlegen des Gurtes und verstärkte Stoßstangen sowie einen Seitenaufprallschutz in den Türen. Alle Nordamerika-Ausführungen hatten vorne seitliche Reflektoren und eine einfarbige Standlicht-Blinker-Kombination in Orange anstatt in Weiß-Gelb. Wegen der Vermarktung als „echter“ Porsche trugen sie anfangs einen goldenen, später einen verchromten „PORSCHE“-Schriftzug auf dem Gitter des Motordeckels und ein Porsche-Wappen auf dem Lenkrad. Ein Porsche-Wappen auf der Fronthaube der US-Modelle gab es nicht ab Werk, sondern es wurde nachträglich, teilweise von Porschehändlern auch vor der Auslieferung montiert.

## Technische Daten
Der Porsche 914 wurde von 1969 bis 1976 in folgenden Ausführungen produziert:
| Porsche 914                 | 914/4 1.7 (Targa)                                                        | 914/6 (Targa)                                                       | 914 1.8 (Targa)                                      | 914 2.0 (Targa)                                                          |
| --------------------------- | ------------------------------------------------------------------------ | ------------------------------------------------------------------- | ---------------------------------------------------- | ------------------------------------------------------------------------ |
| Motor                       | Vierzylinder-Boxermotor (Viertakt) Saugrohreinspritzung Bosch D-Jetronic | Sechszylinder-Boxermotor (Viertakt) zwei Dreifach-Fallstromvergaser | Vierzylinder-Boxermotor (Viertakt) Fallstromvergaser | Vierzylinder-Boxermotor (Viertakt) Saugrohreinspritzung Bosch D-Jetronic |
| Hubraum                     | 1679 cm³                                                                 | 1991 cm³                                                            | 1795 cm³                                             | 1971 cm³                                                                 |
| Bohrung × Hub               | 90 × 66 mm                                                               | 80 × 66 mm                                                          | 93 × 66 mm                                           | 94 × 71 mm                                                               |
| Leistung bei 1/min          | 59 kW (80 PS) bei 4900                                                   | 81 kW (110 PS) bei 5800                                             | 63 kW (85 PS) bei 5000                               | 74 kW (100 PS) bei 5000                                                  |
| Max. Drehmoment bei 1/min   | 136 Nm bei 2700                                                          | 160 Nm bei 4200                                                     | 138 Nm bei 3400                                      | 160 Nm bei 3500                                                          |
| Verdichtung                 | 8,2: 1                                                                   | 8,6: 1                                                              | 8,6: 1                                               | 8,0: 1                                                                   |
| Ventilsteuerung             | hängende Ventile, eine zentrale Nockenwelle                              | obenliegende Nockenwellen (eine je Zylinderbank)                    | hängende Ventile, eine zentrale Nockenwelle          | hängende Ventile, eine zentrale Nockenwelle                              |
| Kühlung                     | Luftkühlung (Gebläse)                                                    | Luftkühlung (Gebläse)                                               | Luftkühlung (Gebläse)                                | Luftkühlung (Gebläse)                                                    |
| Getriebe                    | 5-Gang-Getriebe, Hinterradantrieb                                        | 5-Gang-Getriebe, Hinterradantrieb                                   | 5-Gang-Getriebe, Hinterradantrieb                    | 5-Gang-Getriebe, Hinterradantrieb                                        |
| Radaufhängung vorn          | Einzelradaufhängung an Querlenkern und Dämpferbeinen                     | Einzelradaufhängung an Querlenkern und Dämpferbeinen                | Einzelradaufhängung an Querlenkern und Dämpferbeinen | Einzelradaufhängung an Querlenkern und Dämpferbeinen                     |
| Radaufhängung hinten        | Einzelradaufhängung an Schräglenkern                                     | Einzelradaufhängung an Schräglenkern                                | Einzelradaufhängung an Schräglenkern                 | Einzelradaufhängung an Schräglenkern                                     |
| Federung hinten             | Schraubenfedern                                                          | Schraubenfedern                                                     | Schraubenfedern                                      | Schraubenfedern                                                          |
| Karosserie                  | Selbsttragende Stahl-Karosserie                                          | Selbsttragende Stahl-Karosserie                                     | Selbsttragende Stahl-Karosserie                      | Selbsttragende Stahl-Karosserie                                          |
| Spurweite vorn/hinten       | 1337/1374 mm                                                             | 1361/1382 mm                                                        | 1361/1382 mm                                         | 1361/1382 mm                                                             |
| Radstand                    | 2450 mm                                                                  | 2450 mm                                                             | 2450 mm                                              | 2450 mm                                                                  |
| Reifen                      | 165 SR 15 oder 185/70 SR 15                                              | 165 HR 15 oder 185/70 HR 15                                         | 165 SR 15 oder 185/70 SR 15                          | 165 HR 15 oder 185/70 HR 15                                              |
| Maße L × B × H              | 3985 × 1650 × 1220 mm                                                    | 3985 × 1650 × 1220 mm                                               | 3985 × 1650 × 1230 mm                                | 3985 × 1650 × 1230 mm                                                    |
| Leergewicht                 | 940 kg *                                                                 | 985 kg *                                                            | 950 kg                                               | 950 kg                                                                   |
| Höchstgeschwindigkeit       | 186,5 km/h *                                                             | 207 km/h *                                                          | 178 km/h                                             | 190 km/h                                                                 |
| Beschleunigung 0 – 100 km/h | 13,3 s                                                                   | 8,7 s *                                                             | 12,0 s                                               | 10,5 s                                                                   |

* Messung von „auto motor und sport“ (Testberichte in Heft 22/1969 und 8/1970)

## Name, Image und Vermarktung

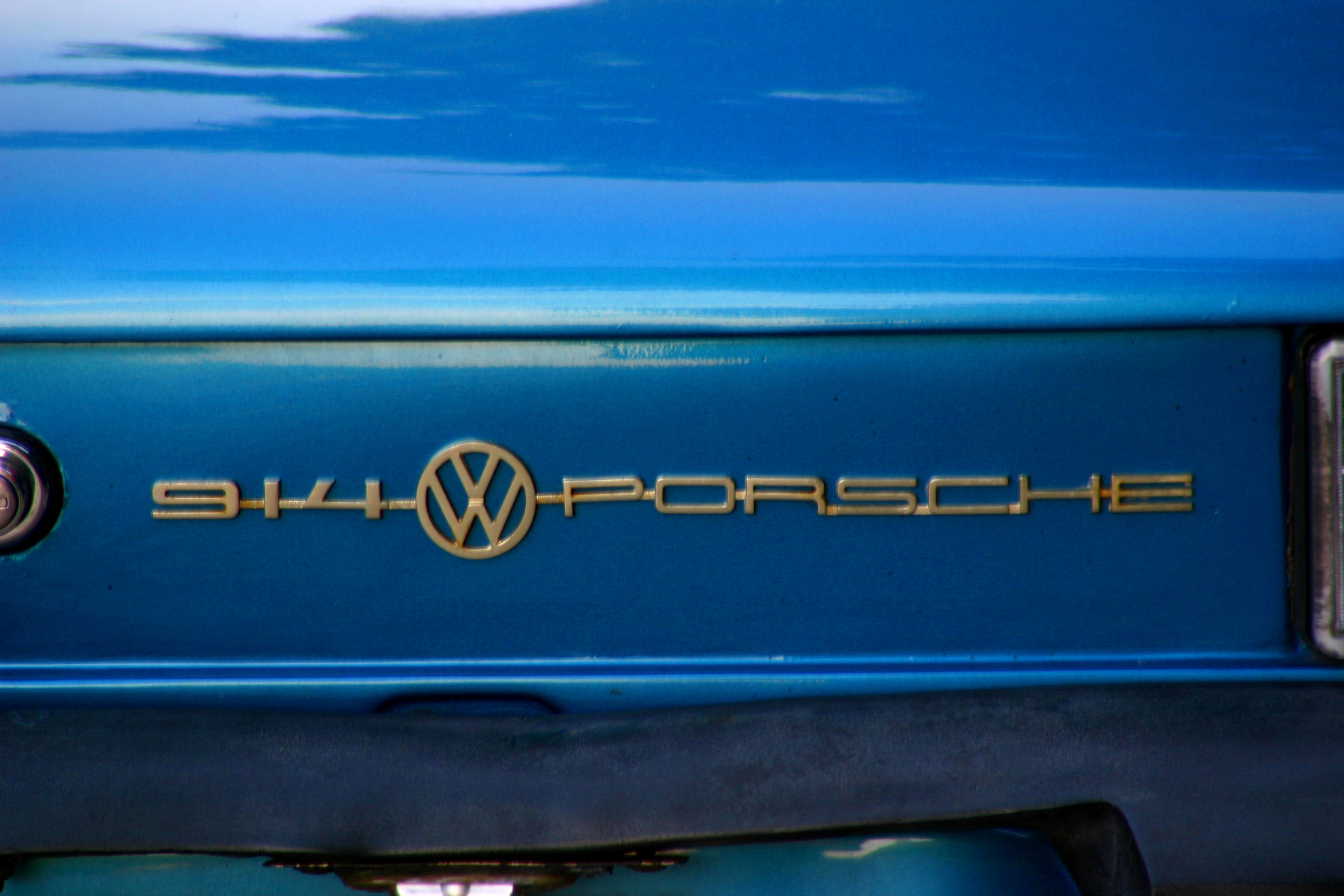
Typenbezeichnung am Heck eines Porsche 914 mit VW-Logo

In Europa wurde der Wagen daraufhin von der VAG als „VW-Porsche“ verkauft. Dies führte zur Verspottung als „Volks-Porsche“ (auch: „Volksporsche“) oder gar als „VoPo“, obwohl der Marketing-Leiter der VG, Fritz Huschke von Hanstein, bei der Pressevorführung eindringlich gebeten hatte, diese Abkürzung der DDR-Volkspolizei nicht für den 914er zu verwenden.
Zu diesem Image und der unklaren Positionierung zwischen VW und Porsche kamen Verarbeitungsmängel der ersten Exemplare und Rostanfälligkeit. Als ältere Gebrauchtwagen wurden sie von ihren Besitzern häufig wenig gepflegt, aber umso mehr getunt.
In Nordamerika wurde der 914 wegen des gemeinsamen Vertriebsnetzes von Audi und Porsche als Porsche verkauft und mit entsprechenden Logos und Wappen versehen.
Aber auch die US-Modelle des 914 mit Vierzylindermotor wurden vom Volkswagenwerk hergestellt. Hersteller der Sechszylinder-Modelle war Porsche, und das stand auch im Kfz-Brief. Die von Karmann aus Osnabrück angelieferte Rohkarosserie wurde bei Porsche in Stuttgart komplettiert.
Das Kraftfahrt-Bundesamt führt alle Modelle des Porsche 914/4 unter der Herstellerschlüsselnummer (HSN) 0600, die VW zugeordnet ist. Die Porsche 914/6 werden unter der Schlüsselnummer 0583/309, also unter einer Porsche-HSN gelistet.
Luigi Colani verspottete den 914 seinerzeit sogar als „Kohlenkasten mit Schlafaugen“.

## Umbauten und Sondermodelle
Relativ häufig wurden Vierzylindermodelle durch die Umrüstung von Motor, Bremsen und Radnaben auf die Technik des 914/6 umgebaut. Solche Umbauten sind an der Fahrgestellnummer und dem Herstellernamen zu erkennen: Vierzylinder-Modelle (einschließlich deren Umbauten) stammen vom Hersteller Volkswagen und tragen Fahrgestellnummern, die mit den Ziffern „47“ (interne Typnummer bei VW) und der Modelljahrendziffer (Start des Modelljahres ist der Monat August des Vorjahres) beginnen (z. B. „475…“ für Fahrzeuge ab 8/74 bis 7/75); die bei Porsche gebauten 914/6 haben Fahrgestellnummern, die mit 914 beginnen.
Durch die Baukastensysteme von VW und Porsche ist der 914 einfach zu verändern. Es passen getunte VW-Typ-4-Motoren. Von Porsche können ohne größere Probleme die luftgekühlten Boxermotoren bis 3,2 Liter Hubraum, Bremsanlagen der späteren 911er-Modelle und Spurstangen des Porsche 930 eingebaut werden.
In Deutschland war unter anderem der Umbau durch den Lenner-Karosseriebausatz beliebt. Er umfasste Verbreiterungen, flache Kotflügel vorne (d. h. ohne die Blinker-„Höcker“) und einen großen Heckflügel auf dem hinteren Kofferraumdeckel.

### Porsche 914/6 R
Im Rennsport wurde vor allem der durch das so genannte „Sport-Kit“ modifizierte Porsche 914/6 R eingesetzt. Wegen seiner Zulassung in der GT-Klasse der FIA setzte sich für ihn der Name Porsche 914/6 GT durch.
Es wurden im Werk etwa 32 Porsche 914/6 GT hergestellt, hinzu kamen ca. 400 offizielle GT-Kits von Porsche. Da die GTs Fahrgestellnummern aus der laufenden Produktion hatten, ist eine exakte Identifizierung sehr schwierig. Die Rennversion des 914/6 GT hatte unter anderem Kotflügelverbreiterungen, Karosserieverstärkungen, einen zusätzlichen Front-Ölkühler und einen 2,0-Liter-Motor mit Doppelzündung.
Der 914/6 GT war in Rundstreckenrennen recht erfolgreich, nicht aber bei Rallyes.

### Porsche 916

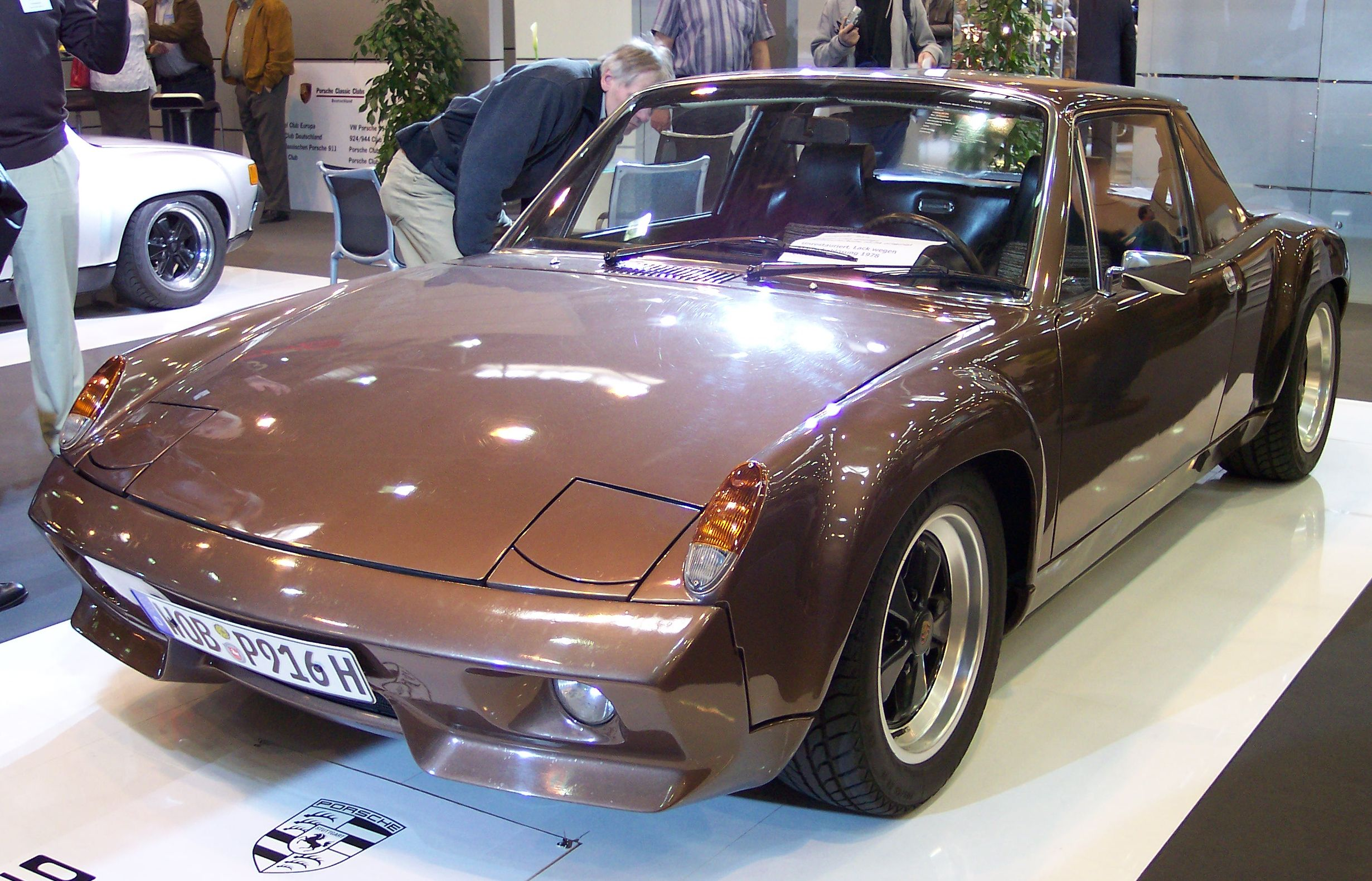
Porsche 916

Der Porsche 916 war eine leistungsstarke Variante des Porsche 914/6, von der 1971 insgesamt nur elf Fahrzeuge gebaut wurden. Es gab einen Prototyp mit einer Karosserie aus der laufenden 914/6-Produktion (Fahrgestellnummer 914 1430195) und eine Vorserie der zehn Fahrgestellnummern ab 914 2330011. Alle elf Fahrzeuge wurden individuell und mit verschiedenen – meist sportlich-edlen – Inneneinrichtungen ausgebaut. Die vom 914/6 GT bekannten Kotflügelverbreiterungen wurden hier für eine höhere Steifigkeit durch ein festes Stahldach sowie verschiedene eingeschweißte Verstärkungen ergänzt.
Der Motor der ersten drei Wagen war der 2,4-Liter-Sechszylindermotor des Porsche 911 S, der das 1000 kg schwere Fahrzeug mit seinen 190 PS (140 kW) in 7 Sekunden auf 100 km/h beschleunigte und bis zu 233 km/h erreichen ließ. Die weiteren Porsche 916 hatten den 2,7-Liter-Motor des 911 Carrera mit 210 PS (145 kW). Von den elf produzierten Wagen hatten sich die Familien Porsche und Piëch angeblich fünf Modelle reserviert, die anderen wurden an sehr gute Kunden verkauft.

### Porsche 914/8

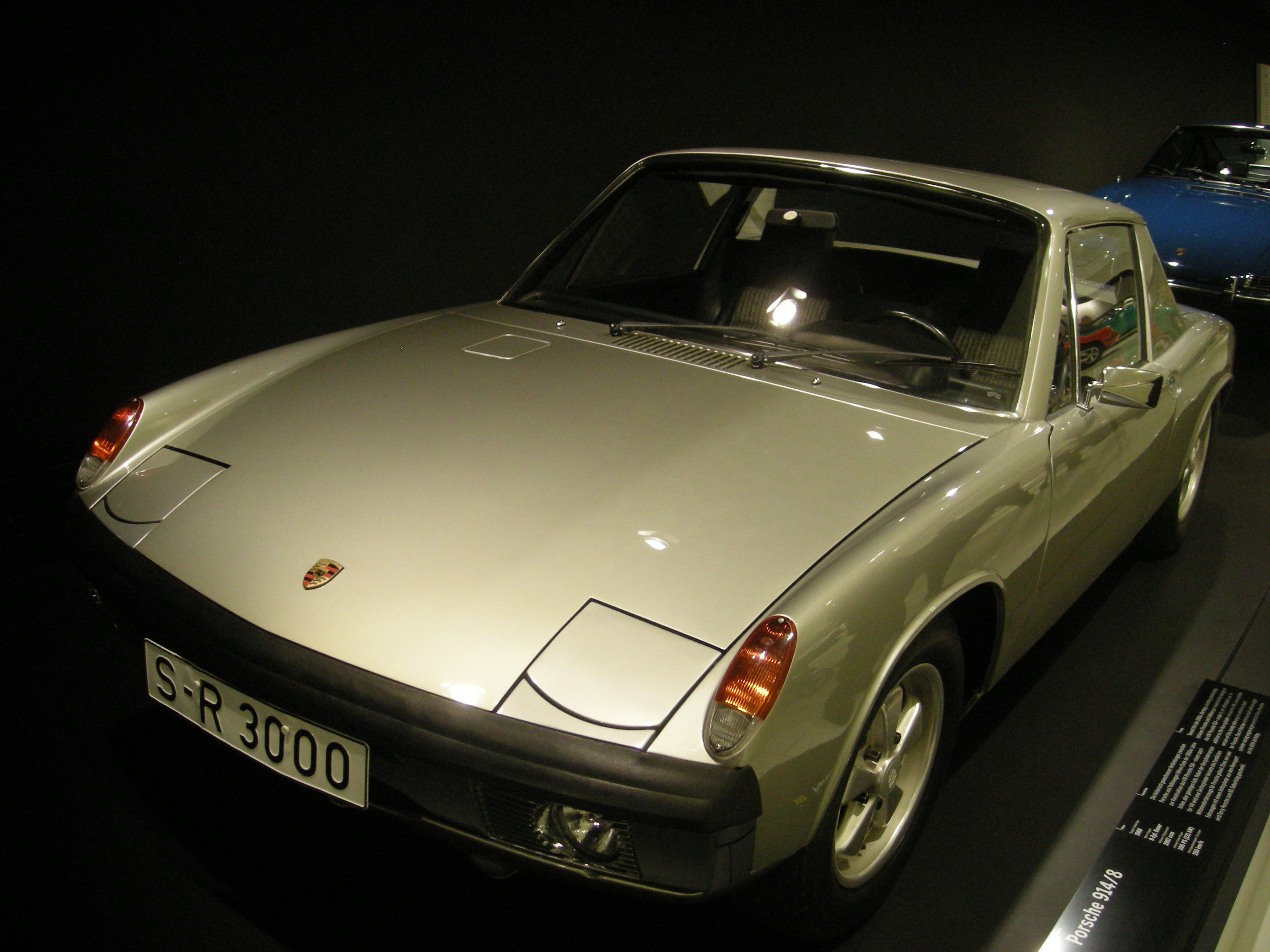
914/8

Der Porsche 914/8 schließlich hat den Achtzylinder-Motor des Porsche 908/3 (ein luftgekühlter 3,0-Liter-Boxermotor) und wurde nur zweimal gebaut: Das erste Exemplar (Fahrgestellnr. 914111) ist ein 300 PS (220 kW) starkes Versuchsfahrzeug für Ferdinand Piëch. Dieser rote 914/8 fällt vor allem durch die breiten klappbaren Doppelscheinwerfer auf. Der andere 914/8 war ein Geschenk für Ferry Porsche zu seinem sechzigsten Geburtstag (Fahrgestellnr. 914 006). Diese 260 PS (192 kW) starke Ausführung war silber lackiert, hatte eine Straßenzulassung (S-R 3000) und sah dem Serienmodell sehr ähnlich.

### Technische Daten der Sondermodelle
Für Kunden, denen die Serienversionen zu brav waren, bot Porsche sportlichere, teilweise für den öffentlichen Straßenverkehr zugelassene Fahrzeuge an.
| Porsche 914/916           | 914/6 R sogen. 914/6 GT                                                       | 916 (3 Fahrzeuge) | 916 (8 Fahrzeuge) | 914/8 (Spezialanfertigung für Ferry Porsche)         | 914/8 (Versuchsfahrzeug von Ferdinand Piëch)         |
| ------------------------- | ----------------------------------------------------------------------------- | --- | --- | ---------------------------------------------------- | ---------------------------------------------------- |
| Motor                     | 6-Zylinder-Boxermotor (Viertakt) (Vergaser)                                   | 6-Zylinder-Boxermotor (Viertakt) (Einspritzer) | 6-Zylinder-Boxermotor (Viertakt) (Einspritzer) | 8-Zylinder-Boxermotor (Viertakt) (Einspritzer)       | 8-Zylinder-Boxermotor (Viertakt) (Einspritzer)       |
| Hubraum                   | 1991 cm³                                                                      | 2311 cm³ | 2653 cm³ | 2997 cm³                                             | 2997 cm³                                             |
| Bohrung × Hub             | 80,0 × 66,0 mm                                                                | 84,0 × 70,4 mm | 90,0 × 70,4 mm | 85 × 66 mm                                           | 85 × 66 mm                                           |
| Leistung bei 1/min        | 140 kW (190 PS) bis 154 kW (210 PS)                                           | 140 kW (190 PS) | 154 kW (210 PS) | 192 kW (260 PS)bei 7500                              | 220 kW (300 PS) bei 8200                             |
| Max. Drehmoment bei 1/min |                                                                               | | |                                                      | 319 Nm / 6700                                        |
| Verdichtung               |                                                                               | | |                                                      |                                                      |
| Ventilsteuerung           | zwei obenliegende Nockenwellen                                                | zwei obenliegende Nockenwellen | zwei obenliegende Nockenwellen |                                                      |                                                      |
| Kühlung                   | Luftkühlung (Gebläse)                                                         | Luftkühlung (Gebläse) | Luftkühlung (Gebläse) | Luftkühlung (Gebläse)                                | Luftkühlung (Gebläse)                                |
| Getriebe                  | 5-Gang-Getriebe, Hinterradantrieb                                             | 5-Gang-Getriebe, Hinterradantrieb | 5-Gang-Getriebe, Hinterradantrieb | 5-Gang-Getriebe, Hinterradantrieb                    | 5-Gang-Getriebe, Hinterradantrieb                    |
| Radaufhängung vorn        | Einzelradaufhängung an Querlenkern und Dämpferbeinen                          | Einzelradaufhängung an Querlenkern und Dämpferbeinen | Einzelradaufhängung an Querlenkern und Dämpferbeinen | Einzelradaufhängung an Querlenkern und Dämpferbeinen | Einzelradaufhängung an Querlenkern und Dämpferbeinen |
| Radaufhängung hinten      | Einzelradaufhängung an Schräglenkern                                          | Einzelradaufhängung an Schräglenkern | Einzelradaufhängung an Schräglenkern | Einzelradaufhängung an Schräglenkern                 | Einzelradaufhängung an Schräglenkern                 |
| Federung vorn             | längsliegende Torsionsfederstäbe                                              | längsliegende Torsionsfederstäbe | längsliegende Torsionsfederstäbe | längsliegende Torsionsfederstäbe                     | längsliegende Torsionsfederstäbe                     |
| Federung hinten           | Schraubenfedern                                                               | Schraubenfedern | Schraubenfedern | Schraubenfedern                                      | Schraubenfedern                                      |
| Karosserie                | Selbsttragende Stahl-Karosserie in Leichtbauweise mit fest verschraubten Dach | Selbsttragende Stahl-Karosserie mit angeschweißtem Stahldach, Kotflügelverbreiterungen, verstärkter Karosserie, vergrößerter Motorklappe, individueller Inneneinrichtung | Selbsttragende Stahl-Karosserie mit angeschweißtem Stahldach, Kotflügelverbreiterungen, verstärkter Karosserie, vergrößerter Motorklappe, individueller Inneneinrichtung | Selbsttragende Stahl-Karosserie mit festem Dach      | Selbsttragende Stahl-Karosserie mit festem Dach      |
| Spurweite vorn/hinten     |                                                                               | | |                                                      |                                                      |
| Radstand                  | 2450 mm                                                                       | 2450 mm | 2450 mm | 2450 mm                                              | 2450 mm                                              |
| Reifen/Felgen             |                                                                               | | |                                                      |                                                      |
| Maße L × B × H            | 3985 × 1650 × 1240 mm                                                         | 3985 × 1650 × 1240 mm | 3985 × 1650 × 1240 mm | 3985 × 1650 × 1240 mm                                | 3985 × 1650 × 1240 mm                                |
| Leergewicht               |                                                                               | | |                                                      |                                                      |
| Höchstgeschwindigkeit     |                                                                               | 233 km/h | 245 km/h | 250 km/h                                             | 250 km/h                                             |